# Distretto di Gangbei
Il distretto di Gangbei (港北区S, GǎngběiP) è un distretto della Cina, situato nella regione autonoma di Guangxi e amministrato dalla prefettura di Guigang.